# Szabadi
Szabadi es un pueblo ubicado en el distrito de Kaposvár, en el condado de Somogy, Hungría.

## Superficie
Posee una superficie de 8,230 kilómetros cuadrados.

## Demografía
Hasta 2022 la población era de 281 habitantes, con una densidad de población de 34,14 habitantes por kilómetro cuadrado.